# Christophe Jougon
Christophe Jougon (10 luglio 1995) è un calciatore francese, centrocampista del Club Franciscain e della Nazionale martinicana.

## Caratteristiche tecniche
È un trequartista.

## Carriera

### Club
Comincia a giocare al Vauclinois. Nel 2012 si trasferisce al Marinoise. Nel 2015 viene acquistato dal Club Franciscain.

### Nazionale
Ha debuttato in Nazionale il 26 agosto 2014, nell'amichevole Santa Lucia-Martinica (0-2). Nel 2017 viene inserito nella lista dei convocati per la Gold Cup 2017.